# Piper auritum
Piper auritum Kunth – gatunek rośliny z rodziny pieprzowatych (Piperaceae C. Agardh). Występuje naturalnie w strefie tropikalnej Ameryki. 

## Rozmieszczenie geograficzne
Rośnie naturalnie w strefie tropikalnej Ameryki. W Stanach Zjednoczonych występuje na Florydzie. W Meksyku został zaobserwowany w stanach Coahuila, Querétaro, Veracruz, Tabasco, Jukatan oraz Quintana Roo. Ponadto rośnie w takich państwa jak Belize, Gwatemala, Salwador, Honduras, Nikaragua, kostaryka, Panama czy Kolumbia. Poza tym został naturalizowany na Jamajce oraz Kubie, gdzie jest uprawiany. 

## Morfologia
PokrójZimozielony krzew lub półkrzew o nagich pędach.
LiścieMają kształt od owalnego do eliptycznie owalnego. Mierzą 20–35 cm długości oraz 17–20 cm szerokości. Nasada liścia jest sercowata. Blaszka liściowa jest wierzchołku od ostrego do krótko spiczastego. Ogonek liściowy jest skrzydlaty u nassady.

## Biologia i ekologia
Rośnie w lasach i zaroślach, na terenach nizinnych.